# Thulachhap
Thulachhap (nep. ठूलाछाप) – gaun wikas samiti we wschodniej części Nepalu w strefie Sagarmatha w dystrykcie Okhaldhunga. Według nepalskiego spisu powszechnego z 2001 roku liczył on 708 gospodarstw domowych i 3482 mieszkańców (1825 kobiet i 1657 mężczyzn).